# 瑞穂ビューパーク
瑞穂ビューパーク（みずほビューパーク）とは、東京都西多摩郡瑞穂町にある公園施設。

## 競技場
競技場面積は11829平方メートル。陸上競技300mで使用が可能。観覧席及び収容人数は約700人。サッカーゴールもある。

## 遊歩道
- 御伊勢山ジョギングコース

全長620mの周遊道路。

## ジュンサイ池
調整池として約2400tの調整容量がある。

## アクセス
- 首都圏中央連絡自動車道・青梅インターチェンジ
- JR八高線・箱根ケ崎駅、JR青梅線・昭島駅・立川駅から立川バス[どこ?]
- JR青梅線・青梅駅、西武西武新宿線・花小金井駅・小平駅、西武拝島線東大和市駅から都営バス[どこ?]
- 西武池袋線・入間市駅から西武バス[どこ?]

## 受賞・選定
- 平成16年度関東の富士見百景